# Hamatastus excelsus
Hamatastus excelsus là một loài bọ cánh cứng trong họ Cerambycidae.